# K
A K a latin ábécé tizenegyedik, a magyar ábécé tizennyolcadik betűje. Számítógépes használatban az ASCII kódjai: nagybetű – 75, kisbetű – 107.

## Jelentései

### Fizika
- k: az erőkar, más szóval sugár jele
- k: a képtávolság jele
- k: a Boltzmann-állandó jele
- k: a Coulomb-féle arányossági tényező jele
- K: a Kelvin hőmérsékletskála rövidítése
- K: a képnagyság jele

### Kémia
- K: a kálium vegyjele
- K: az egyensúlyi állandó jele

### Matematika
- K: a kerület jele

### Egyéb
- k: a kilo-, vagyis egy mennyiség ezerszeresének (10³) jelölése az SI-rendszerben
- K: naptárakban a kedd rövidítése
- K: Kambodzsa nemzetközi autójelzése
- K: a Wolfgang Amadeus Mozart műveit katalogizáló Köchel-jegyzék rövidítése